# A New Trick
A New Trick è un cortometraggio muto del 1909 scritto e diretto da David W. Griffith. Prodotto e distribuito dalla Biograph Company, il film - girato a Edgewater, New Jersey - uscì nelle sale il 10 giugno 1909.

## Trama
Nel parco, una donna viene derubata da un borseggiatore. Due ragazzi del college la aiutano a recuperare la borsa, mettendo in scena un falso omicidio che spaventa il ladro e gli fa restituire il maltolto.

## Produzione
Il film fu prodotto dalla Biograph Company. Fu girato a Edgewater, nel New Jersey .

## Distribuzione
Distribuito dalla Biograph Company, il film - un cortometraggio di 68 metri - uscì nelle sale cinematografiche statunitensi il 10 giugno 1909. Nelle proiezioni, veniva programmato con il sistema dello split reel, accorpato in un'unica bobina con un altro cortometraggio prodotto dalla Biograph e diretto da Griffith, The Lonely Villa.